# 1964年夏季奥林匹克运动会
1964年夏季奥林匹克運動會（日语：／ Sen Kyūhyaku Rokujūyon-nen Kaki Orinpikku ?），一般稱為1964東京奧運，是於1964年10月10日至10月24日在日本東京都舉行的夏季奥林匹克运动会。
對於二戰後經歷現代化過程的日本人而言，本屆1964年東京奧運意義非常大。此前東京曾獲得1940年夏季奥林匹克运动会主辦權，但因第二次世界大戰爆發而停辦。戰後，作為戰敗國的日本終於在1964年再度獲得奧運主辦權並順利舉行，對比下成為了日本重拾自信的改革象徵，是轉型和平主義、經濟並急速恢復的重要國家記憶，因此後來日本人對於奧運的申辦有極特殊的感情，所以在2020年东京又再次承办2020年夏季奥林匹克运动会，從而成為亞洲第一個兩次主辦夏季奧運會的城市和國家（由於大流行，2020東京奧運被延後至2021年舉行）。

## 背景

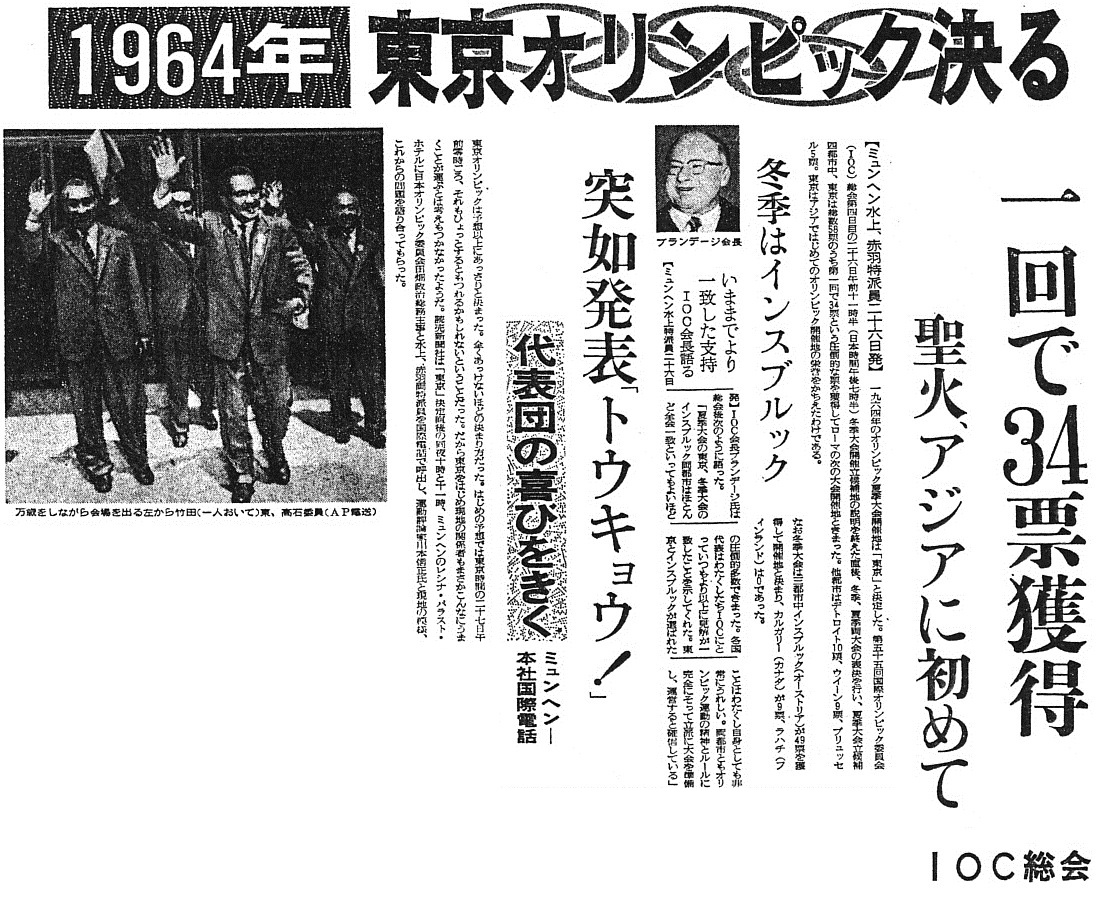
申奧成功當天的讀賣新聞

這是日本首次舉辦奧運會，同時也是第一次在亞洲國家舉辦。這次奧運共有94個國家地區派出代表團參賽，但利比亞代表隊於奧運開幕禮後退出賽事，因此參賽國家數目實為93個。
南非因國內實行種族隔離政策，亦在本屆奧運會開始被禁止參賽，直至1992年，當南非政府廢除隔離政策後，才可獲奧委會批准，於1992年巴塞隆納奧運當中亮相。印尼因支持中华人民共和国，反对中华民国参赛，而被国际奥委会开除会籍，为此，印尼拒绝参加本届奥运会，直至蘇哈托上台後，於1968年墨西哥城奧運會重新亮相。

## 申辦過程
日本東京原於1936年奪得1940年奧運會主辦權，但因為第二次世界大战的爆发而放棄舉辦。戰後日本迅速復原，於1955年嘗試申辦1960年奧運會，但被意大利羅馬擊敗。
之後，日本再次於1959年申辦1964年奧運會，最後成功擊敗比利時布魯塞爾、奧地利維也納、阿根廷布宜諾斯艾利斯及美國底特律，成為首個舉辦奧運的亞洲國家。

## 籌辦

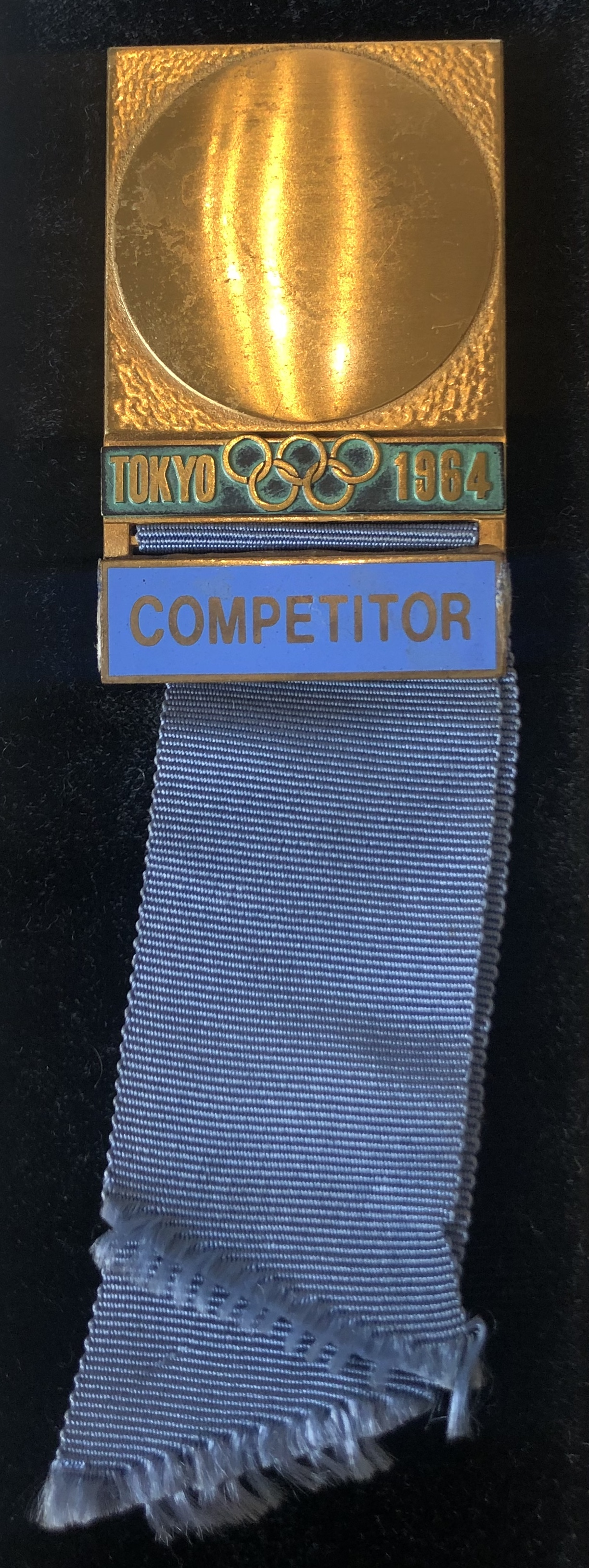
运动会上向爱尔兰帆船运动员埃迪·凯利赫（Eddie Kelliher）颁发的参赛奖牌

申辦成功後，日本政府耗資達30億美元，用作興建運動場館，以及修建相關配套的基礎設施，如交通設施及供水系統。全世界首條商用的高速鐵路——東海道新幹線在奧運開幕前幾天啟用，首都高速道路與東京地下鐵系統也因應奧運的舉行而進行路網的大幅擴張。

### 會場設施
- 國立競技場
- 國立代代木競技場
- 日本武道館
- 駒澤奧林匹克公園
- 岸記念体育会館
- 織田フィールド（當時的選手練習場、現為代代木公園陸上競技場）
- 三澤公園球場
- 代代木選手村（現為代代木公園）

### 交通、道路等基礎設施
- 東海道新幹線開業
- 東京單軌電車開業
- 東京國際機場航廈增築、跑道擴張
- 首都高速道路、名神高速道路維護
- 環七通、六本木通擴幅、整備

### 宿泊設施
- 新大谷飯店
- ホテルオークラ（現為東京大倉飯店）
- 東京ヒルトンホテル（現為 ザ・キャピトルホテル 東急）
- 東京プリンスホテル
- コープオリンピア

## 焦點

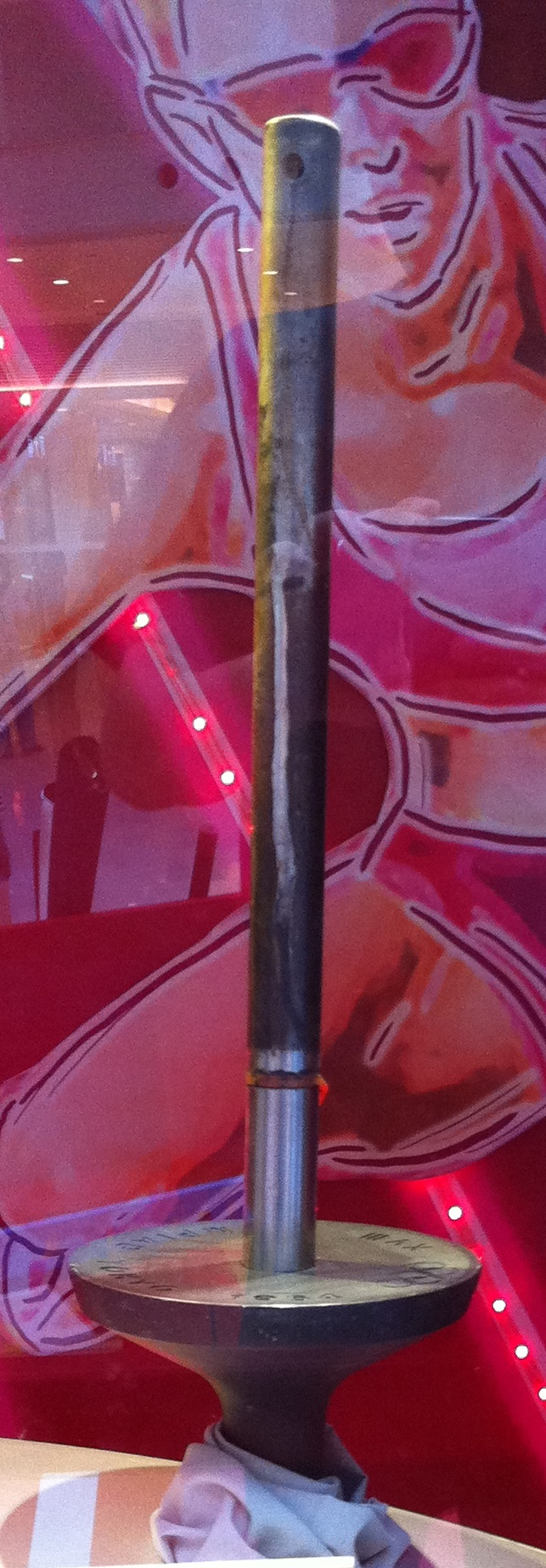
1964年夏季奧運會火炬

本届奥运会开幕式的入场进行曲由古关裕而创作，主火炬点燃者为1945年8月6日广岛市原子弹爆炸当天出生于廣島縣三次市的坂井义则。
因為東道主是日本的原因，柔道和排球第一次成為奧運比賽項目。日本在柔道項目一舉奪取三枚金牌，只在無差別級不敵荷蘭選手屈居銀牌。在女子排球項目上，日本延續其當年東洋魔女的神話，在決賽擊敗蘇聯奪得了金牌。在男子排球項目上也取得第三名的佳績，為其日後登上世界冠軍打下基礎。此外，日本男子體操隊成績也相當理想，除了擊敗蘇聯衛冕團體冠軍，也贏得4個單項冠軍，當中日本運動員遠藤幸雄便包辦了團體、個人全能及雙槓3面金牌。
其他國家方面，美國新晉游泳運動員唐·斯科兰德，包辦了男子100米及400米自由泳，以及4乘100米及4乘200米自由泳接力共4個冠軍，成為該屆贏得最多金牌的選手。而美國田徑運動員鲍勃·海斯曾於100米預賽跑出破當時世界紀錄的9.9秒成績，但因超風速而不獲承認，惟最後仍在決賽跑出平世界紀錄的10秒勝出，並勝出其後的4乘100米接力跑。馬拉松比賽方面，則由比賽前6星期接受切除盲腸手術的埃塞俄比亞運動員阿比比·比基拉輕易勝出，成為首個兩度取得奧運馬拉松金牌的選手。

## 聖火傳遞
這次火炬接力的特色是首度經過多個亞洲城市。聖火傳遞路線全長26,065公里，歷時51天，途徑12個國家和地區，參與人數達5,244人，兩者均破當時紀錄。

## 比赛项目
| - 田径 - 篮球 - 拳击 - 击剑 - 举重 - 摔跤 - 马术 |  | - 足球 - 体操 - 赛艇 - 射击 - 帆船 - 柔道 - 排球 |  | - 皮划艇 - 自行车 - 曲棍球 - 现代五项 - 水上项目 - 游泳 - 跳水 - 水球 |

### 表演项目
- 棒球
- 空手道

## 参赛国家及地区
| \| - 阿富汗（8） - 阿尔及利亚（1） - 阿根廷（102） - （243） - 奥地利（56） - 巴哈马（11） - 比利时（61） - 百慕大（4） - 玻利维亚（1） - 巴西（61） - 圭亚那（1） - 保加利亚（63） - 缅甸（11） - 柬埔寨（13） - 喀麦隆（1） - 加拿大（115） - 锡兰（6） - 中非共和国（6） - （2） - 智利（14） - 哥伦比亚（20） - 剛果共和國（12） - 刚果共和国（2） - 哥斯达黎加（2） - 科特迪瓦（9） - 古巴（27） - 塞浦路斯（2） \| \| - 捷克斯洛伐克（104） - 达荷美（5） - 丹麦（60） - （1） - 厄瓜多尔（2） - 萨尔瓦多（3） - 埃塞俄比亚（12） - 芬兰（89） - 法国（138） - 加蓬（3） - 德国联队（337） - （33） - 英国（204） - 希腊（18） - 危地马拉（18） - 海地（18） - 洪都拉斯（18） - 香港（39） - 匈牙利（182） - 冰岛（4） - 印度（53） - 伊朗（62） - 伊拉克（13） - 爱尔兰（25） - 以色列（10） - 意大利（168） - 牙买加（21） - 日本（328） 主辦國 - 约旦（15） - （37） - 韩国（154） - 科威特（6） - 黎巴嫩（5） \| \| - 利比里亚（1） - 利比亚（0） - 列支敦士登（2） - 卢森堡（12） - 马达加斯加（3） - 马来西亚（61） - （2） - 毛里塔尼亚（3） - 墨西哥（94） - 摩纳哥（1） - 蒙古（21） - 摩洛哥（20） - 尼泊尔（6） - 荷兰（125） - （4） - 新西兰（64） - 尼加拉瓜（5） - （1） - 尼日利亚（18） - 挪威（26） - 巴基斯坦（41） - 巴拿马（10） - 巴拉圭（10） - 秘鲁（31） - 菲律宾（47） - 波兰（140） - 葡萄牙（20） \| \| - 波多黎各（32） - 罗得西亚（29） - 北罗得西亚（12） - 罗马尼亚（138） - 卢旺达（1） - 沙特阿拉伯（33） - 塞内加尔（12） - 苏联（317） - 西班牙（51） - 瑞典（94） - 瑞士（66） - 台灣（40）[註 3] - 坦干伊喀（4） - 泰国（54） - 多哥（1） - 特立尼达和多巴哥（13） - 突尼斯（9） - 土耳其（23） - 乌干达（13） - 聯合阿拉伯共和國（73） - 美国（346） - （1） - 乌拉圭（23） - 委内瑞拉（16） - 越南共和國（16） - 南斯拉夫（75） \| |  | |  | |  | |
| - 阿富汗（8） - 阿尔及利亚（1） - 阿根廷（102） - （243） - 奥地利（56） - 巴哈马（11） - 比利时（61） - 百慕大（4） - 玻利维亚（1） - 巴西（61） - 圭亚那（1） - 保加利亚（63） - 缅甸（11） - 柬埔寨（13） - 喀麦隆（1） - 加拿大（115） - 锡兰（6） - 中非共和国（6） - （2） - 智利（14） - 哥伦比亚（20） - 剛果共和國（12） - 刚果共和国（2） - 哥斯达黎加（2） - 科特迪瓦（9） - 古巴（27） - 塞浦路斯（2） |  | - 捷克斯洛伐克（104） - 达荷美（5） - 丹麦（60） - （1） - 厄瓜多尔（2） - 萨尔瓦多（3） - 埃塞俄比亚（12） - 芬兰（89） - 法国（138） - 加蓬（3） - 德国联队（337） - （33） - 英国（204） - 希腊（18） - 危地马拉（18） - 海地（18） - 洪都拉斯（18） - 香港（39） - 匈牙利（182） - 冰岛（4） - 印度（53） - 伊朗（62） - 伊拉克（13） - 爱尔兰（25） - 以色列（10） - 意大利（168） - 牙买加（21） - 日本（328） 主辦國 - 约旦（15） - （37） - 韩国（154） - 科威特（6） - 黎巴嫩（5） |  | - 利比里亚（1） - 利比亚（0） - 列支敦士登（2） - 卢森堡（12） - 马达加斯加（3） - 马来西亚（61） - （2） - 毛里塔尼亚（3） - 墨西哥（94） - 摩纳哥（1） - 蒙古（21） - 摩洛哥（20） - 尼泊尔（6） - 荷兰（125） - （4） - 新西兰（64） - 尼加拉瓜（5） - （1） - 尼日利亚（18） - 挪威（26） - 巴基斯坦（41） - 巴拿马（10） - 巴拉圭（10） - 秘鲁（31） - 菲律宾（47） - 波兰（140） - 葡萄牙（20） |  | - 波多黎各（32） - 罗得西亚（29） - 北罗得西亚（12） - 罗马尼亚（138） - 卢旺达（1） - 沙特阿拉伯（33） - 塞内加尔（12） - 苏联（317） - 西班牙（51） - 瑞典（94） - 瑞士（66） - 台灣（40） - 坦干伊喀（4） - 泰国（54） - 多哥（1） - 特立尼达和多巴哥（13） - 突尼斯（9） - 土耳其（23） - 乌干达（13） - 聯合阿拉伯共和國（73） - 美国（346） - （1） - 乌拉圭（23） - 委内瑞拉（16） - 越南共和國（16） - 南斯拉夫（75） |

## 獎牌榜
| 排名 | 国家／地区          | 金牌 | 银牌 | 铜牌 | 總數 |
| ---- | ------------------- | ---- | ---- | ---- | ---- |
| 1    | 美国（USA）         | 36   | 26   | 28   | 90   |
| 2    | 苏联（URS）         | 30   | 31   | 35   | 96   |
| 3    | 日本（JPN）         | 16   | 5    | 8    | 29   |
| 4    | 德国联队（EUA）     | 10   | 22   | 18   | 50   |
| 5    | 意大利（ITA）       | 10   | 10   | 7    | 27   |
| 6    | 匈牙利（HUN）       | 10   | 7    | 5    | 22   |
| 7    | 波兰（POL）         | 7    | 6    | 10   | 23   |
| 8    | （AUS）             | 6    | 2    | 10   | 18   |
| 9    | 捷克斯洛伐克（TCH） | 5    | 6    | 3    | 14   |
| 10   | 英国（GBR）         | 4    | 12   | 2    | 18   |

## 其他

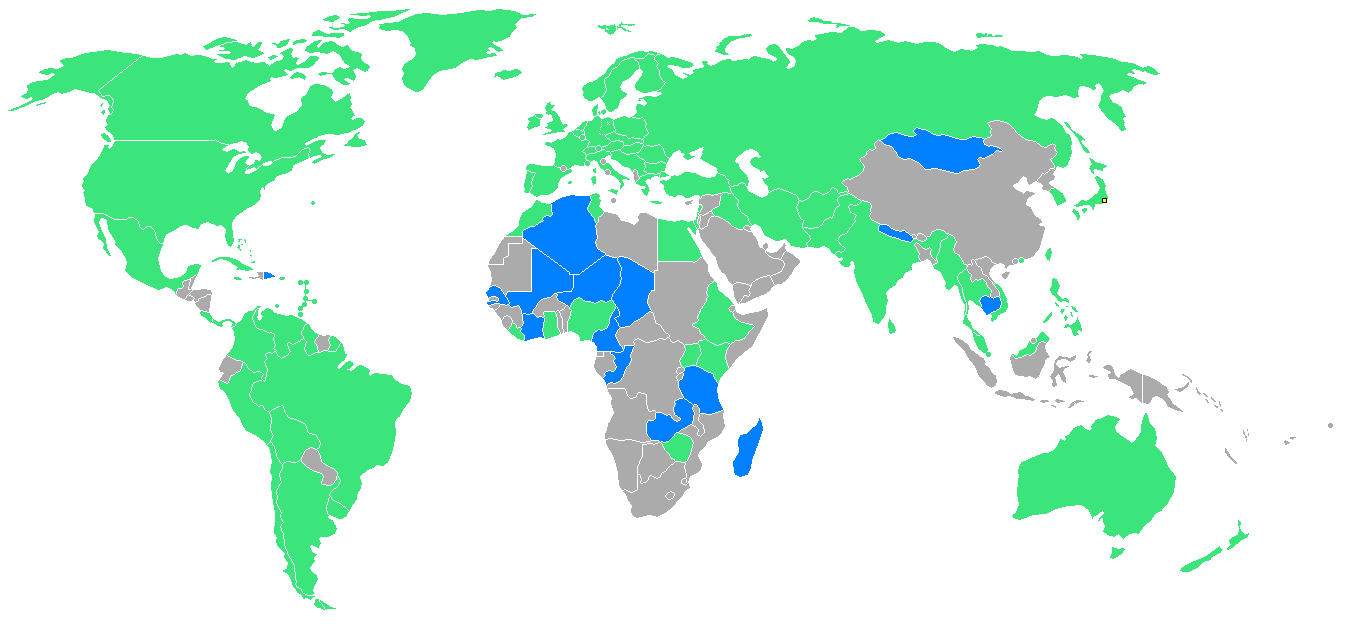
参赛国家及地区分布

中華民國以「TAIWAN」的名義參賽。在奧運會結束後，中華民國代表團準備返回台北的前兩天，射擊隊隊員馬晴山透過東京華僑總會尋求政治庇護，之後返回中國大陸的家鄉。另外，體育考察團攝影人員陳覺亦失蹤，至蘇聯駐日大使館尋求庇護，陳覺也要求前往中國大陸。

## 外部連結
- 國際奧委會關於東京奧運會的資料（页面存档备份，存于）
- 中國奧委會有關第十八屆奧運會的資料

| 前任者： 罗马 | 夏季奧林匹克運動會 第18届： 东京奥运会 1964年 | 繼任者： 墨西哥城 |